# Die Kameliendame (1921)
Die Kameliendame ist ein US-amerikanisches Filmdrama aus dem Jahr 1921 von Ray C. Smallwood mit Alla Nazimova in der Titelrolle sowie Rudolph Valentino. Der Stummfilm wurde von der von Alla Nazimova gegründeten Produktionsgesellschaft Nazimova Productions produziert und basiert auf dem gleichnamigen Roman von Alexandre Dumas dem Jüngeren sowie auf dem 1852 in Paris uraufgeführten Bühnenstück.

## Handlung
Der junge Jurastudent Armand Duval verliebt sich in Marguerite Gautier, die in Paris als die Kurtisane Camille bekannt ist. Armand bricht sein Studium ab und verlässt seine Familie, um mit Marguerite, die ihre Freunde verlässt, außerhalb der Großstadt zurückgezogen leben zu können. Schon bald geht dem Paar das Geld aus. Armand will sich sein Erbe auszahlen lassen, während Marguerite ihren Schmuck veräußern will.
Armands Vater erfährt von der Situation seines Sohnes und will den Ruf der Familie schützen. Er bringt Marguerite dazu, Armand zu verlassen und in Paris wieder als Kurtisane zu leben. In einem Casino begegnet Armand Marguerite wieder. Im Glauben, sie habe ihn für den wohlhabenden Grafen de Varville verlassen, prangert er sie in aller Öffentlichkeit an. Marguerite verliert nun alle ihre verbliebenen Freunde. An der Schwindsucht erkrankt stirbt sie einsam und verlassen in ihrem Zimmer. In ihren Händen hält sie das einzige Geschenk, das ihr Armand machte: eine Ausgabe des Romans Manon Lescaut.

## Hintergrund
Die Filmrechte an dem Dumas-Roman hielt Famous Player-Lasky Corporation. Die Metro Pictures Corporation kündigte im Oktober 1920 an, die Filmrechte kaufen zu wollen. Die Dreharbeiten sollten im Februar 1921 beginnen. Im April 1921 wurde bekannt, dass die Produktionsgesellschaft von Alla Nazimova den Film fertiggestellt hat.
Nazimova designte die Kostüme selber. Natacha Rambova war für das Szenenbild zuständig, wobei einige der Vorhänge aus Nazimovas Besitz stammten. Andere wurden extra aus Paris importiert.
Der Roman, den Marguerite in ihren Händen hält, ist die Geschichte des Chevalier des Grieux und der Manon Lescaut von Antoine-François Prévost.

## Veröffentlichung
Die Premiere des Films fand am 11. September 1921 in Milwaukee statt. In der Bundesrepublik Deutschland fand keine Kinoauswertung statt, der Film ist auf DVD erhältlich.

## Kritiken
Der Filmkritiken-Aggregator Rotten Tomatoes hat in einer Auswertung von über 250 User-Kritiken ein Publikumsergebnis von 65 Prozent positiver Bewertungen ermittelt.
Die Variety notierte, dass die modernisierte Form der Geschichte für den größten Teil des Films begrüßenswert sei. Für den Schluss treffe dies jedoch nicht zu, da der Regisseur ein Happy End verweigere.
Robert E. Sherwood schrieb im Magazin Life an, der Film werde als einer der grauenhaften Witze enden, der auf Kosten der literarischen Vorlage gemacht habe. Insbesondere kritisierte er, dass 90 Prozent des Films aus verschwommenen Nahaufnahmen von Nazimova bestehe. Der Film sei größtenteils langweilig, auch wenn Valentino eine gute Leistung bringe.
Das Picture Play Magazine bezeichnete den Film als bizarr, flüchtig und fieberhaft, mit einer eindringlichen Reihenfolge faszinierender Bilder.